# Anastasiya Smirnova
Anastasiya Smirnova –en ruso, Анастасия Смирнова– (Chusovói, 31 de agosto de 2002) es una deportista rusa que compite en esquí acrobático.
Participó en los Juegos Olímpicos de Pekín 2022, obteniendo una medalla de bronce en la prueba de baches.
Ganó dos medallas en el Campeonato Mundial de Esquí Acrobático de 2021, oro en la prueba de baches en paralelo y bronce en la de baches.

## Medallero internacional
| Juegos Olímpicos   | Juegos Olímpicos    | Juegos Olímpicos  | Juegos Olímpicos   |
| Año                | Lugar               | Medalla           | Prueba             |
| ------------------ | ------------------- | ----------------- | ------------------ |
| 2022               | Pekín (China)       | Medalla de bronce | Baches             |
| Campeonato Mundial |                     |                   |                    |
| Año                | Lugar               | Medalla           | Prueba             |
| 2021               | Almaty (Kazajistán) | Medalla de oro    | Baches en paralelo |
| 2021               | Almaty (Kazajistán) | Medalla de bronce | Baches             |